# Burgdorf (Wolfenbüttel)
Burgdorf is een gemeente in de Duitse deelstaat Nedersaksen. De gemeente maakt deel uit van de Samtgemeinde Baddeckenstedt in het Landkreis Wolfenbüttel. Burgdorf telt 2.208 inwoners. De gemeente bestaat uit de kernen Burgdorf, Berel, Hohenassel, Nordassel en Westerlinde.
- Gemeinsame Normdatei: 4086648-8
- MusicBrainz: 58f0e4c3-4fe4-46d6-9734-de763ddb14ff
- Virtual International Authority File: 239464531

Baddeckenstedt · 
Börßum · 
Burgdorf · 
Cramme · 
Cremlingen · 
Dahlum · 
Denkte · 
Dettum · 
Dorstadt · 
Elbe · 
Erkerode · 
Evessen · 
Flöthe · 
Haverlah · 
Hedeper · 
Heere · 
Heiningen · 
Kissenbrück · 
Kneitlingen · 
Ohrum · 
Remlingen-Semmenstedt · 
Roklum · 
Schladen-Werla · 
Schöppenstedt · 
Sehlde · 
Sickte · 
Uehrde · 
Vahlberg · 
Veltheim (Ohe) · 
Winnigstedt · 
Wittmar · 
Wolfenbüttel